# Alkanna pelia
Alkanna pelia là loài thực vật có hoa trong họ Mồ hôi. Loài này được (Halácsy) Rech.f. mô tả khoa học đầu tiên năm 1965.